# Sparisoma aurofrenatum
Sparisoma aurofrenatum är en fiskart som först beskrevs av Valenciennes, 1840.  Sparisoma aurofrenatum ingår i släktet Sparisoma och familjen Scaridae. IUCN kategoriserar arten globalt som livskraftig. Inga underarter finns listade i Catalogue of Life.